# Mogurnda
Mogurnda é um género de peixe da família Eleotridae.
Este género contém as seguintes espécies:
- Mogurnda furva
- Mogurnda lineata
- Mogurnda orientalis
- Mogurnda spilota
- Mogurnda variegata
- Mogurnda vitta
- Mogurnda clivicola